# Commands & Colors Ancients
 (octobre 2016).
Si vous disposez d'ouvrages ou d'articles de référence ou si vous connaissez des sites web de qualité traitant du thème abordé ici, merci de compléter l'article en donnant les références utiles à sa vérifiabilité et en les liant à la section « Notes et références ».
Commands & Colors Ancients est un jeu de société dont l'action se déroule durant les Guerres puniques (Rome contre Carthage) créé par Richard Borg et édité par GMT Games.
Richard Borg reprend les principes de Battle Cry et Mémoire 44 mais améliore son jeu en ajoutant des types d'unités différentes.
- Unités rouges, élites ou troupes lourdes (infanterie, cavalerie, chars, éléphants)
- Unités Bleus régulières ou moyennes (infanterie, cavalerie)
- Unités bleu à bordure blanches représentant des bandes de guerriers (infanterie)
- Unités verte légères (infanterie, archers, cavalerie)
- Unîtes vertes à bordure blanches représentant des auxiliaires (infanterie)

Également des généraux, comme dans battle cry, mais ici leur rôle est bien plus important  (Dans Memoir’ 44 les généraux ont disparu).
Ils accordent des bonus :
- Pour l'attaque, aux unités dans l’hexagone et autour
- Permettent d’éviter un recul (drapeau blanc)
- De faire une prise de position en cas de destruction de l’unité ennemis.
- Avec des cartes spéciales qui permettent de faire bouger le général et jusqu’à 4 unités contigus.

Le jeu est devenu plus tactique, et ce malgré les cartes qui d’ailleurs ont été revues.
Certaine unités ont la possibilité d’éviter un combat en battant en retraite volontaire.
Les retraites forcées sont devenues très dangereuses, le recul se faisant avec le mouvement maximum de l’unité, donc rester en bord de table est très risqué.
Toutes les unités qui survivent à une attaque ont la possibilité de contre-attaquer.
Richard Borg reprendra ce système de couleur dans son dernier jeu BattleLore, édité par Days of Wonder.